# Belgia na Letnich Igrzyskach Olimpijskich 2004
Belgię na XXVIII Letnich Igrzyskach Olimpijskich w Atenach reprezentowało 51 sportowców (20 kobiet i 31 mężczyzn) w 14 dyscyplinach. Był to 23 start Belgów na letnich igrzyskach olimpijskich.

## Zdobyte medale
| Medal | Zawodnik      | Dyscyplina sportowa | Konkurencja                                           | Rezultat                                                     |
| ----- | ------------- | ------------------- | ----------------------------------------------------- | ------------------------------------------------------------ |
| Złoto | Justine Henin | Tenis ziemny        | gra pojedyncza kobiet                                 | W finale pokonała Francuzkę Amélie Mauresmo 2:0 (6:3, 6:3)   |
| Brąz  | Axel Merckx   | Kolarstwo           | kolarstwo szosowe wyścig ze startu wspólnego mężczyzn | 5:41:52 h                                                    |
| Brąz  | Ilse Heylen   | Judo                | do 52 kg kobiet                                       | w walce o brązowy medal pokonała Francuzkę Annabelle Euranie |

## Gimnastyka
Kobiety
| Zawodniczka        | Wyniki                 | Wyniki                 | Wyniki          | Wyniki          | Wyniki                 | Wyniki                 | Wyniki                  | Wyniki                  | Wyniki | Wyniki  |
| Zawodniczka        | Wielobój indywidualnie | Wielobój indywidualnie | Ćwiczenia wolne | Ćwiczenia wolne | Ćwiczenia na poręczach | Ćwiczenia na poręczach | Ćwiczenia na równoważni | Ćwiczenia na równoważni | Skoki  | Skoki   |
| Zawodniczka        | Wynik                  | Pozycja                | Wynik           | Pozycja         | Wynik                  | Pozycja                | Wynik                   | Pozycja                 | Wynik  | Pozycja |
| ------------------ | ---------------------- | ---------------------- | --------------- | --------------- | ---------------------- | ---------------------- | ----------------------- | ----------------------- | ------ | ------- |
| Aagje Vanwalleghem | 34,862                 | 23.                    | 8,925           | 55.             | 9,200                  | 48.                    | 8,825                   | 51.                     | 9,275  | 28.     |

## Judo
Kobiety
| Zawodniczka       | Konkurencja | 1/16                            | 1/8                            | Ćwierćfinał                  | Półfinał            | Pierwsza runda repasaży | Druga runda repasaży           | Półfinał repasaży                | Finał / 3. miejsce              | Finał / 3. miejsce |
| Zawodniczka       | Konkurencja | Przeciwniczka Wynik             | Przeciwniczka Wynik            | Przeciwniczka Wynik          | Przeciwniczka Wynik | Przeciwniczka Wynik     | Przeciwniczka Wynik            | Przeciwniczka Wynik              | Przeciwniczka Wynik             | Pozycja            |
| ----------------- | ----------- | ------------------------------- | ------------------------------ | ---------------------------- | ------------------- | ----------------------- | ------------------------------ | -------------------------------- | ------------------------------- | ------------------ |
| Ilse Heylen       | - 52 kg     | Naina Ravaoarisoa W 0200 – 0000 | Sholpan Kalijewa W 1000 – 0000 | Amarilis Savón P 0000 – 0101 | NQ                  | Bye                     | Sanna Askelöf W 0201 – 0000    | Georgina Singleton W 0011 – 0000 | Annabelle Euranie W 0001 – 0000 | brąz               |
| Gella Vandecaveye | - 63 kg     | Vânia Ishii W 1000 – 0000       | Eleni Tampasi W 1020 – 0000    | Urška Žolnir P 0001 – 1001   | NQ                  | Bye                     | Driulis González P 0000 – 1000 | NQ                               | NQ                              | NQ                 |
| Catherine Jacques | - 70 kg     | Kim Mi-jung W 0011 – 0010       | Liu Shu-yun W 0220 – 0010      | Masae Ueno P 0000 – 1000     | NQ                  | Bye                     | Raša Sraka W' 0200 – 0000      | Kim Ryon-mi W 0110 – 0030        | Annett Böhm P 0000 – 1000       | 5.                 |

## Jeździectwo
| Zawodnik                                                           | Konkurencja         | Runda 1 | Runda 1 | Runda 2 | Runda 2 | Runda 2 | Runda 3 | Runda 3 | Runda 3 | Finał    | Finał   | Finał    | Finał   | Finał | Finał |
| Zawodnik                                                           | Konkurencja         | Runda 1 | Runda 1 | Runda 2 | Runda 2 | Runda 2 | Runda 3 | Runda 3 | Runda 3 | Runda A  | Runda A | Runda B  | Runda B | Razem | Razem |
| Zawodnik                                                           | Konkurencja         | Błędy   | Poz.    | Błędy   | Razem   | Poz.    | Błędy   | Razem   | Poz.    | Błędy    | Poz.    | Błędy    | Poz.    | Błędy | Poz.  |
| ------------------------------------------------------------------ | ------------------- | ------- | ------- | ------- | ------- | ------- | ------- | ------- | ------- | -------- | ------- | -------- | ------- | ----- | ----- |
| Dirk Demeersman                                                    | skoki indywidualnie | 12      | 60.     | 0       | 12      | 28.     | 8       | 20      | 29.     | 8        | 12.     | 4        | 5.      | 12    | 5.    |
| Ludo Philippaerts                                                  | skoki indywidualnie | 0       | 1.      | 4       | 4       | 5.      | 16      | 20      | 29.     | 4        | 4.      | 8        | 10.     | 12    | 5.    |
| Jos Lansink                                                        | skoki indywidualnie | 4       | 19.     | 13      | 17      | 42.     | 0       | 17.     | 12      | 30.      | NQ      | NQ       | NQ      | NQ    | NQ    |
| Stanny Van Paesschen                                               | skoki indywidualnie | 4       | 19.     | 8       | 12      | 28.     | 8       | 20      | 29.     | NQ       | NQ      | NQ       | NQ      | NQ    | NQ    |
| Dirk Demeersman Ludo Philippaerts Jos Lansink Stanny Van Paesschen | skoki drużynowo     |         |         |         |         |         |         |         |         | 0 13 8 4 | 6.      | 8 0 8 16 | 5.      | 28    | 6.    |

| Zawodnik                                                                                  | Konkurencja        | Ujeżdżenie | Cross country | Skoki (runda kwalifikacyjna) | Razem | Skoki (runda finałowa) | Finał | Pozycja |
| ----------------------------------------------------------------------------------------- | ------------------ | ---------- | ------------- | ---------------------------- | ----- | ---------------------- | ----- | ------- |
| Constantin Van Rijckevorsel                                                               | WKKW indywidualnie | 48,0       | 6,4           | 0,0                          | 54,4  | 4,0                    | 58,4  | 10.     |
| Karin Donckers                                                                            | WKKW indywidualnie | 56,4       | 0,0           | 0,0                          | 56,4  | 8,0                    | 64,4  | 16.     |
| Hendrik Degros                                                                            | WKKW indywidualnie | 63,8       | 18,4          | 0,0                          | 82,2  | NQ                     | 82,2  | 37.     |
| Dolf Desmedt                                                                              | WKKW indywidualnie | 57,0       | 31,2          | 4,0                          | 92,2  | NQ                     | 92,2  | 43.     |
| Joris Van Springel                                                                        | WKKW indywidualnie | 56,0       | DNF           | DNF                          | DNF   | DNF                    | DNF   | DNF     |
| Constantin Van Rijckevorsel Karin Donckers Hendrik Degros Dolf Desmedt Joris Van Springel | WKKW drużynowo     | 160,40     | 24,80         | 0                            | 193,0 | N/A                    | 193,0 | 7.      |

## Kajakarstwo
Mężczyźni
| Zawodnik                  | Konkurencja | Eliminacje | Eliminacje | Półfinały | Półfinały | Finał A/B | Finał A/B | Pozycja |
| Zawodnik                  | Konkurencja | Czas       | Pozycja    | Czas      | Pozycja   | Czas      | Pozycja   | Pozycja |
| ------------------------- | ----------- | ---------- | ---------- | --------- | --------- | --------- | --------- | ------- |
| Wouter D'Haene Bob Maesen | K-2 1000m   | 3:14,447   | 4.         | 3:11,757  | 1.        | 3:20,196  | 5. (A)    | 5.      |

Kobiety
| Zawodniczka | Konkurencja | Eliminacje | Eliminacje | Półfinały | Półfinały | Finał | Finał   | Pozycja |
| Zawodniczka | Konkurencja | Czas       | Pozycja    | Czas      | Pozycja   | Czas  | Pozycja | Pozycja |
| ----------- | ----------- | ---------- | ---------- | --------- | --------- | ----- | ------- | ------- |
| Petra Santy | K-1 500m    | 1:52,834   | 3.         | 1:54,534  | 4.        | NQ    | NQ      | NQ      |

## Kolarstwo

### Kolarstwo szosowe
| Zawodnik          | Konkurencja                    | Czas       | Pozycja |
| ----------------- | ------------------------------ | ---------- | ------- |
| Philippe Gilbert  | wyścig ze startu wspólnego (m) | 5:44:13    | 49.     |
| Axel Merckx       | wyścig ze startu wspólnego (m) | 5:41:52    | brąz    |
| Peter Van Petegem | wyścig ze startu wspólnego (m) | 5:42:03    | 40.     |
| Wim Vansevenant   | wyścig ze startu wspólnego (m) | DNF        | DNF     |
| Marc Wauters      | wyścig ze startu wspólnego (m) | DNF        | DNF     |
| Peter Van Petegem | jazda indywidualna na czas (m) | 1:00:31,49 | 18.     |
| Marc Wauters      | jazda indywidualna na czas (m) | 59:59,63   | 13.     |
| Sharon Vandromme  | wyścig ze startu wspólnego (k) | 3:25:42    | 21.     |

### Kolarstwo górskie
| Zawodnik       | Konkurencja       | Czas    | Pozycja |
| -------------- | ----------------- | ------- | ------- |
| Roel Paulissen | cross-country (m) | 2:18:10 | 4.      |

### Kolarstwo torowe
| Zawodnik                    | Konkurencja              | Punkty | Okrążenia | Pozycja |
| --------------------------- | ------------------------ | ------ | --------- | ------- |
| Matthew Gilmore             | wyścig punktowy mężczyzn | 7      | 0         | 18.     |
| Matthew Gilmore Iljo Keisse | madison mężczyzn         | 3      | – 1       | 11.     |

## Lekkoatletyka
Mężczyźni
Konkurencje biegowe
| Zawodnik              | Konkurencja | Eliminacje | Eliminacje | Półfinał | Półfinał | Finał | Finał   |
| Zawodnik              | Konkurencja | Wynik      | Miejsce    | Wynik    | Miejsce  | Wynik | Miejsce |
| --------------------- | ----------- | ---------- | ---------- | -------- | -------- | ----- | ------- |
| Joeri Jansen          | 800 m       | 1:46,66    | 3.         | NQ       | NQ       | NQ    | NQ      |
| Cédric Van Branteghem | 400 m       | 45,70      | 4.         | 46,03    | 8.       | NQ    | NQ      |
| Tom Compernolle       | 5000 m      | 13:43,44   | 14         | N/A      | N/A      | NQ    | NQ      |
| Monder Rizki          | 5000 m      | 14:03,58   | 16.        | N/A      | N/A      | NQ    | NQ      |

Kobiety
Konkurencje biegowe
| Zawodnik                                                        | Konkurencja               | Eliminacje | Eliminacje | Ćwierćfinał | Ćwierćfinał | Półfinał | Półfinał | Finał | Finał   |
| Zawodnik                                                        | Konkurencja               | Wynik      | Miejsce    | Wynik       | Miejsce     | Wynik    | Miejsce  | Wynik | Miejsce |
| --------------------------------------------------------------- | ------------------------- | ---------- | ---------- | ----------- | ----------- | -------- | -------- | ----- | ------- |
| Kim Gevaert                                                     | 100 m                     | 11,18      | 3.         | 11,17       | 2.          | 11,40    | 17.      | NQ    | NQ      |
| Kim Gevaert                                                     | 200 m                     | 22,76      | 2.         | 22,68       | 3.          | 22,48    | 3.       | 22,84 | 6.      |
| Katleen De Caluwé Kim Gevaert Lien Huyghebaert Élodie Ouédraogo | sztafeta 4 × 100 m kobiet | 43,08      | 3.         | N/A         | N/A         | N/A      | N/A      | 43,11 | 6.      |

Konkurencje techniczne
| Zawodniczka   | Konkurencja | Kwalifikacje | Kwalifikacje | Finał | Finał   |
| Zawodniczka   | Konkurencja | Wynik        | Miejsce      | Wynik | Miejsce |
| ------------- | ----------- | ------------ | ------------ | ----- | ------- |
| Tia Hellebaut | skok wzwyż  | 1,96         | 4.           | 1,85  | 12.     |

## Strzelectwo
Kobiety
| Zawodnik      | Konkurencja               | Kwalifikacje | Kwalifikacje | Finał | Finał   |
| Zawodnik      | Konkurencja               | Wynik        | Pozycja      | Wynik | Pozycja |
| ------------- | ------------------------- | ------------ | ------------ | ----- | ------- |
| Daisy de Bock | karabin pneumatyczny 10 m | 388          | 33.          |       |         |

## Szermierka
Kobiety
| Zawodnik    | Konkurencja          | 1/32             | 1/16                | 1/8              | Ćwierćfinały     | Półfinały        | Finał            | Finał   |
| Zawodnik    | Konkurencja          | Przeciwnik Wynik | Przeciwnik Wynik    | Przeciwnik Wynik | Przeciwnik Wynik | Przeciwnik Wynik | Przeciwnik Wynik | Pozycja |
| ----------- | -------------------- | ---------------- | ------------------- | ---------------- | ---------------- | ---------------- | ---------------- | ------- |
| Cédric Gohy | floret indywidualnie | Bye              | Dan Kellner P 12-15 | NQ               | NQ               | NQ               | NQ               | 18.     |

## Taekwondo
Kobiety
| Zawodnik      | Konkurencja | 1/8                        | Ćwierćfinał               | Półfinał         | Repesaż 1        | Repesaż 2        | Finał            | Finał   |
| Zawodnik      | Konkurencja | Przeciwnik Wynik           | Przeciwnik Wynik          | Przeciwnik Wynik | Przeciwnik Wynik | Przeciwnik Wynik | Przeciwnik Wynik | Pozycja |
| ------------- | ----------- | -------------------------- | ------------------------- | ---------------- | ---------------- | ---------------- | ---------------- | ------- |
| Laurence Rase | +67 kg      | Natalia Mikryukowa W 9 – 6 | Natália Falavigna P 4 – 8 | NQ               | NQ               | NQ               | NQ               | 9.      |

## Tenis stołowy
| Zawodnik          | Konkurencja        | Eliminacje       | Runda 1          | Runda 2          | Runda 3                                        | 1/8 finału       | Ćwierćfinały     | Półfinały        | Finał            | Finał   |
| Zawodnik          | Konkurencja        | Przeciwnik Wynik | Przeciwnik Wynik | Przeciwnik Wynik | Przeciwnik Wynik                               | Przeciwnik Wynik | Przeciwnik Wynik | Przeciwnik Wynik | Przeciwnik Wynik | Pozycja |
| ----------------- | ------------------ | ---------------- | ---------------- | ---------------- | ---------------------------------------------- | ---------------- | ---------------- | ---------------- | ---------------- | ------- |
| Jean-Michel Saive | gra pojedyncza (m) | Bye              | Bye              | Bye              | Lin Ju P 2:4 (5:11,4:11,11:5,13:11,16:18,8:11) | NQ               | NQ               | NQ               | NQ               | 17.     |

## Tenis ziemny
Kobiety
| Zawodnik               | Konkurencja | 1/32                             | 1/16                               | 1/8                          | Ćwierćfinały               | Półfinały                              | Finał                           | Finał   |
| Zawodnik               | Konkurencja | Przeciwnik Wynik                 | Przeciwnik Wynik                   | Przeciwnik Wynik             | Przeciwnik Wynik           | Przeciwnik Wynik                       | Przeciwnik Wynik                | Pozycja |
| ---------------------- | ----------- | -------------------------------- | ---------------------------------- | ---------------------------- | -------------------------- | -------------------------------------- | ------------------------------- | ------- |
| Justine Henin-Hardenne | singel      | Barbora Strýcová W 2:0 (6:3,6:4) | María Vento-Kabchi W 2:0 (6:1,6:0) | Nicole Pratt W 2:0 (6:1,6:0) | Mary Pierce W 2:0 (6:,6:4) | Anastasija Myskina W 2:1 (7:5,5:7,8:6) | Amélie Mauresmo W 2:0 (6:3,6:3) | złoto   |

Mężczyźni
| Zawodnik                      | Konkurencja | 1/32                                   | 1/16                                           | 1/8              | Ćwierćfinały     | Półfinały        | Finał            | Finał   |
| Zawodnik                      | Konkurencja | Przeciwnik Wynik                       | Przeciwnik Wynik                               | Przeciwnik Wynik | Przeciwnik Wynik | Przeciwnik Wynik | Przeciwnik Wynik | Pozycja |
| ----------------------------- | ----------- | -------------------------------------- | ---------------------------------------------- | ---------------- | ---------------- | ---------------- | ---------------- | ------- |
| Xavier Malisse                | singel      | Michaił Jużnyj P 0:2 (2:6,2:6)         | NQ                                             | NQ               | NQ               | NQ               | NQ               | 33.     |
| Olivier Rochus                | singel      | Mark Philippoussis W 2:1 (3:6,6:0,6:1) | Carlos Moyá P 0:2 (0:6,6:7)                    | NQ               | NQ               | NQ               | NQ               | 17.     |
| Xavier Malisse Olivier Rochus | debel       | Bye                                    | Michaël Llodra Fabrice Santoro P 0:2 (3:6,2:6) | NQ               | NQ               | NQ               | NQ               | 17.     |

## Triathlon
| Zawodnik      | Konkurencja | Pływanie (1,5 km) | Zmiana 1 | Jazda na rowerze (40 km) | Zmiana 2 | Bieg (10 km) | Czas       | Pozycja |
| ------------- | ----------- | ----------------- | -------- | ------------------------ | -------- | ------------ | ---------- | ------- |
| Kathleen Smet | kobiety     | 19:42             | 0:21     | 1:09:25                  | 0:23     | 36:28        | 2:05:35,89 | 4.      |
| Mieke Suys    | kobiety     | 20:26             | 0:20     | 1:09:59                  | 0:22     | 38:47        | 2:09:12,57 | 22.     |

## Wioślarstwo
Mężczyźni
| Zawodnik                              | Konkurencja | Eliminacje | Eliminacje | Repesaż | Repesaż | Półfinały C/D | Półfinały C/D | Półfinały A/B | Półfinały A/B | Finał C/D | Finał C/D | Finał A/B | Finał A/B | Miejsce |
| Zawodnik                              | Konkurencja | Czas       | M.         | Czas    | M.      | Czas          | M.            | Czas          | M.            | Czas      | M.        | Czas      | M.        | Miejsce |
| ------------------------------------- | ----------- | ---------- | ---------- | ------- | ------- | ------------- | ------------- | ------------- | ------------- | --------- | --------- | --------- | --------- | ------- |
| Tim Maeyens                           | M1x         | 7:17:68    | 1.         | N/A     | N/A     | N/A           | N/A           | 6:50,33       | 2.            | N/A       | N/A       | 7:01,74   | 6.        | 6.      |
| Justin Gevaert Wouter Van der Fraenen | LM2x        | 6:26,25    | 4.         | 6:31,18 | 3.      | 6:25,34       | 2.            | NQ            | NQ            | 6:59,07   | 3.        | NQ        | NQ        | 15.     |

## Żeglarstwo
Kobiety
| Zawodnik        | Konkurencja | Wyścig | Wyścig | Wyścig | Wyścig | Wyścig | Wyścig | Wyścig | Wyścig | Wyścig | Wyścig | Wyścig | Punkty | Finałowa pozycja |
| Zawodnik        | Konkurencja | 1      | 2      | 3      | 4      | 5      | 6      | 7      | 8      | 9      | 10     | M*     | Punkty | Finałowa pozycja |
| --------------- | ----------- | ------ | ------ | ------ | ------ | ------ | ------ | ------ | ------ | ------ | ------ | ------ | ------ | ---------------- |
| Sigrid Rondelez | Mistral     | 17     | 7      | 19     | 14     | 15     | 18     | 18     | 21     | 13     | 12     | 15     | 148    | 18.              |
| Min Dezillie    | Europe      | 13     | 1      | 20     | 3      | 16     | DNF    | 19     | 20     | 2      | 23     | 16     | 133    | 15.              |

Mężczyźni
| Zawodnik            | Konkurencja | Wyścig | Wyścig | Wyścig | Wyścig | Wyścig | Wyścig | Wyścig | Wyścig | Wyścig | Wyścig | Wyścig | Punkty | Finałowa pozycja |
| Zawodnik            | Konkurencja | 1      | 2      | 3      | 4      | 5      | 6      | 7      | 8      | 9      | 10     | M*     | Punkty | Finałowa pozycja |
| ------------------- | ----------- | ------ | ------ | ------ | ------ | ------ | ------ | ------ | ------ | ------ | ------ | ------ | ------ | ---------------- |
| Sébastien Godefroid | Finn        | 19     | 12     | 2      | 5      | 6      | 6      | 3      | 11     | 24     | 18     | 15     | 96     | 7.               |

Open
| Zawodnik          | Konkurencja | Wyścig | Wyścig | Wyścig | Wyścig | Wyścig | Wyścig | Wyścig | Wyścig | Wyścig | Wyścig | Wyścig | Punkty | Finałowa pozycja |
| Zawodnik          | Konkurencja | 1      | 2      | 3      | 4      | 5      | 6      | 7      | 8      | 9      | 10     | M*     | Punkty | Finałowa pozycja |
| ----------------- | ----------- | ------ | ------ | ------ | ------ | ------ | ------ | ------ | ------ | ------ | ------ | ------ | ------ | ---------------- |
| Philippe Bergmans | Laser       | 9      | 4      | 5      | 14     | 32     | 14     | 17     | 27     | 20     | 18     | 31     | 159    | 18.              |

M = Wyścig medalowy